# H.E.R.
H.E.R. (Gabriella «Gabi» Wilson; нар. 27 червня 1997) — американська хіп-хоп-співачка й авторка-виконавиця. Сценічне ім'я H.E.R. (вимовляється як англ. her, МФА: [hɜː], приблизно «Хьо») це акронім від Having Everything Revealed. Лауреатка і номінантка кількох музичних нагород. Серед них дві премії Греммі-2019 в категоріях «Краще R&B-виконання» і Кращий альбом у стилі ритм-н-блюз, а також номінація в категорії кращому новому виконавцю.
Габріелла Вілсон народилася 27 червня 1997 року та виросла в районі затоки Сан-Франциско, мати філіппінка, батько афроамериканець, має сестру. Спочатку вона була представлена публіці як вундеркінд, коли зіграла на піаніно пісню Аліша Кіз на Today Show. Після цього виступала на співочому конкурсі Radio Disney's The Next BIG Thing радіомережі Radio Disney, коли їй було 12 років.

## Дискографія
Див. також « Discography » в англійському розділі.

### Студійні альбоми
- 2017: HER